# Stanisław Gabryel
Stanisław Gabryel (ur. 6 sierpnia 1908 w Siarach, zm. 16 marca 1980 w  Gorlicach) – humanista, bibliotekarz, działacz społeczny na polu oświaty, kultury i turystyki. 

## Życie zawodowe i osobiste
Urodził się w Siarach koło Gorlic, w nauczycielskiej rodzinie Franciszka i Antoniny ze Stanków. Po ukończeniu szkoły podstawowej został uczniem Gimnazjum im. Marcina Kromera w Gorlicach, gdzie w 1926 r. zdał maturę. W latach 1926–1930 studiował polonistykę na Uniwersytecie Jagiellońskim w Krakowie uzyskując stopień magistra filozofii. Pracę zawodową rozpoczął w 1930 r. w Gimnazjum w Gorlicach, następnie objął posadę nauczyciela w gorlickim Państwowym Seminarium Żeńskim. Pracował przez pewien okres w Gimnazjum na Skałce w Krakowie.
Ożenił się ze znaną artystką malarką Marią Rużycką.
Wybuch II wojny światowej zastał Stanisława Gabryela w Krakowie, gdzie działał w podziemiu. W 1941 r. przeniósł się do Gorlic. W latach 1941–1945 pracował w przedsiębiorstwie drzewnym w Ługu na południe od Gorlic. Po wyzwoleniu, w latach 1945–1948, uczył języka polskiego w Gimnazjum im. Marcina Kromera w Gorlicach. W 1948 r. objął stanowisko kierownika Powiatowej i Miejskiej Biblioteki Publicznej w Gorlicach, gdzie pracował do przejścia na emeryturę w 1975 roku. Zmarł nagle 16 marca 1980 r. Pochowany na cmentarzu parafialnym w Gorlicach (sektor II grób 1308).
Stanisław Gabryel był filarem bibliotekarstwa gorlickiego. Większość sukcesów placówek bibliotecznych w powiecie to jego osobista zasługa. Podczas kierowania siecią biblioteczną w okresie 27 lat stworzył trwałe jej fundamenty. Pierwsze lata jego pracy to liczne kontakty z organizacjami i stowarzyszeniami o charakterze naukowym i literackim, kontakty z bibliofilami, pisarzami i ludźmi zasłużonymi dla polskiego bibliotekarstwa. Jemu biblioteka zawdzięcza cenny zbiór Galicjanów oraz rzadkich książek, które zdobywał na aukcjach antykwarycznych. Uwieńczeniem jego wieloletniej pracy bibliotekarskiej było otwarcie nowego budynku biblioteki w lipcu 1974 r. Znalazły tutaj miejsce wszystkie agendy, dwie wypożyczalnie, dwie czytelnie, sala odczytowa, pracownia i gabinety.

## Praca społeczna
Był wieloletnim przewodniczącym Zarządu Okręgu Stowarzyszenia Bibliotekarzy Polskich w Rzeszowie Oddział w Gorlicach oraz członkiem Zarządu Głównego SBP. W pracy szkoleniowej utrzymywał ścisłą więź z bibliotekami na terenie miasta: Biblioteką Pedagogiczną, biblioteką związkową oraz bibliotekami szkolnymi.
Drugą pasją Stanisława Gabryela była turystyka i krajoznawstwo. Był jednym z członków założycieli w Gorlicach Oddziału Polskiego Towarzystwa Tatrzańskiego. Jego działalność szła w dwóch kierunkach: organizowanie rajdów i zlotów oraz prowadzenie akcji szkoleniowej. Propagował zdobywanie odznak i uprawnień turystycznych. Był inicjatorem oznakowania głównego szlaku turystycznego, biegnącego przez całe Karpaty i połączenia jego części wschodniej i zachodniej przez nie objęty dotychczas tym znakowaniem pas Beskidu Niskiego. Starał się, by szlaki wytyczane przez niego dostarczały turystom jak najwięcej wrażeń. Szczególną troskę wykazywał o pozostawione bez opieki obiekty ludowej kultury łemkowskiej.
O głębokim zainteresowaniu Gabryela problematyką opieki nad zabytkami świadczy fakt, że zaraz po wojnie wspólnie z żoną Marią zainicjowali ratowanie kościoła w Sękowej, cennego zabytku drewnianego budownictwa gotyckiego. Maria Rużycka-Gabryel była autorką drzeworytu „Stary kościółek w Sękowej”, którego odbitki sprzedawano wówczas wśród gorlickiej inteligencji, a dochód przeznaczono na konserwację kościoła. Obecnie obiekt ten jest wpisany na Listę Światowego Dziedzictwa UNESCO.
Stanisław Gabryel poświęcał też wiele uwagi cmentarzom wojennym z I wojny światowej, pozostałościom po wielkiej ofensywie pod Gorlicami w maju 1915 r. Akcję tę prowadził przez wiele lat, zarówno w szeregach działaczy PTT, jak i PTTK. W okresie późniejszym przeniósł ją na teren Stowarzyszenia Miłośników Ziemi Gorlickiej, gdzie podjął inicjatywę odbudowy Rotundy na cmentarzu w Regietowie.
W latach 1951–1960 oraz 1962–1967 Stanisław Gabryel pełnił funkcję prezesa Zarządu Oddziału PTTK w Gorlicach. W okresie tym dał się poznać ze swej wielokierunkowej działalności. Właśnie w tym czasie, w 1956 r., przy współudziale innych działaczy PTTK – Konstantego Laskowskiego i Alfreda Wacławskiego, założył w Gorlicach Muzeum Regionalne PTTK. Muzeum, wspólnie z Okręgową Komisją Krajoznawczą w Rzeszowie, organizowano sesje naukowe, sympozja krajoznawcze, spotkania autorskie, odczyty mające na celu pogłębienie wiedzy krajoznawczej wśród członków i sympatyków PTTK. Wiele uwagi poświęcano sprawom przewodnictwa po Beskidzie Niskim i Bieszczadach. W tym celu organizowano kursy przewodników, na które w charakterze wykładowców zapraszano znanych aktywistów PTTK w Gorlicach i Rzeszowie. Wiele wykładów wygłaszał Stanisław Gabryel, który uprawnienia przewodnickie otrzymał jeszcze w PTT. Będąc prezesem Oddziału PTTK był Gabryel równocześnie przewodniczącym Komisji Krajoznawczej i Komisji Turystyki Górskiej Oddziału, inicjatorem i organizatorem wielu rajdów, zlotów. Znał wszystkie drogi i ścieżki wiodące do zabytków, pomników przyrody na terenie dawnego powiatu gorlickiego i województwa rzeszowskiego, przemierzał długie trasy, gromadząc w swych archiwach zdjęcia i cenne materiały opisowe.
Stanisław Gabryel był członkiem Zarządu Okręgu PTTK w Rzeszowie i członkiem kilku okręgowych komisji, między innymi Okręgowej Komisji Krajoznawczej, Okręgowej Komisji Turystyki Górskiej. Był również  członkiem Zarządu Głównego PTTK.
Z jego inicjatywy i głównie dzięki jego staraniom rozpoczęto budowę pierwszego schroniska turystycznego na Magurze Małastowskiej. Oficjalne otwarcie schroniska nastąpiło 6 marca 1955 r. Dla turystów było to duże wydarzenie – pierwsze w historii turystyki górskiej schronisko wybudowane w Beskidzie Niskim, rozległej i zapomnianej grupie górskiej polskich Karpat. Był to wielki dzień Stanisława Gabryela – ówczesnego prezesa Oddziału PTTK w Gorlicach.

## Upamiętnienie
Stanisław Gabryel jest patronem schroniska turystycznego na Magurze Małastowskiej oraz od 1 czerwca 2002 r. Miejskiej Biblioteki Publicznej w Gorlicach.